# Pentatlón (atletismo)

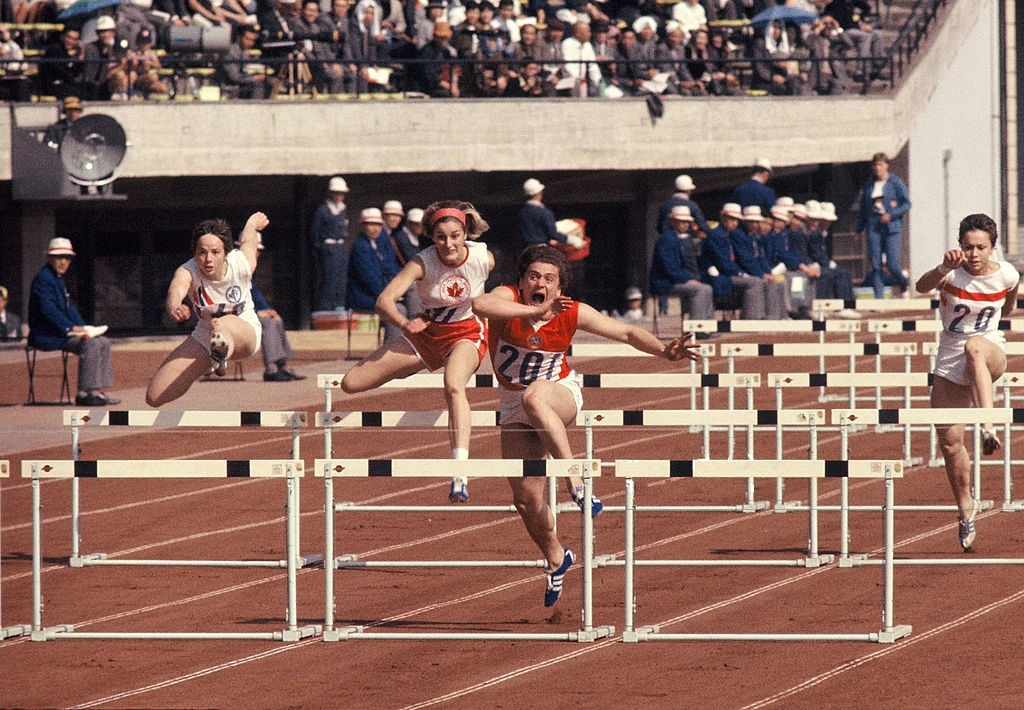
Evento de obstáculos en el primer pentatlón olímpico femenino en 1964

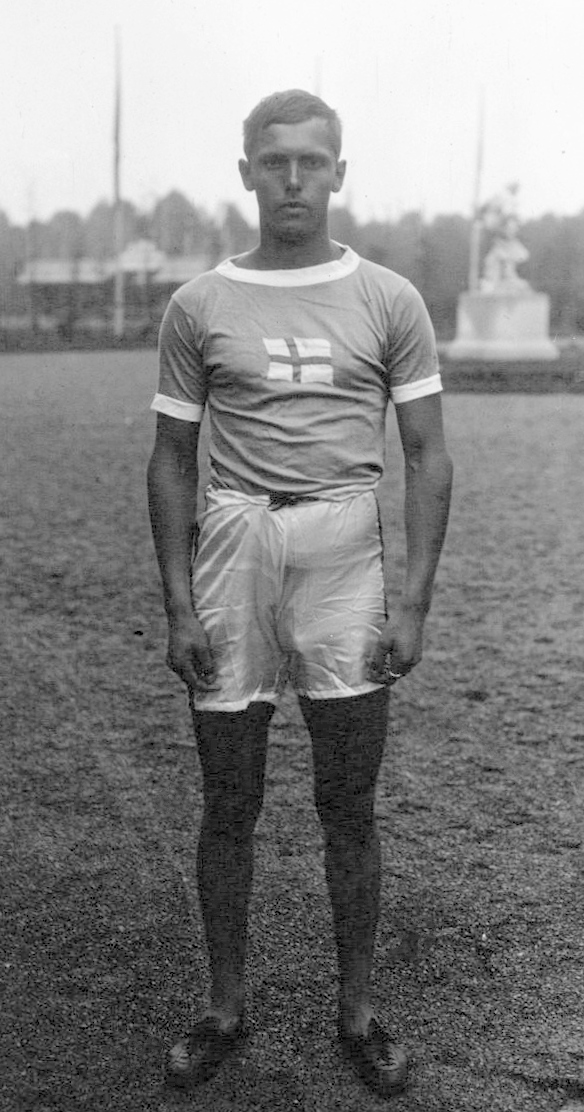
Eero Lehtonen, campeón olímpico de pentatlón en 1920

En el deporte del atletismo, los pentatlones han tomado varias formas a lo largo de la historia del deporte, incorporando típicamente cinco eventos de pista y campo. La única versión del evento que permanece en un alto nivel de competición contemporánea es el pentatlón bajo techo femenino, que está presente en el programa de los Campeonatos Mundiales de Atletismo bajo techo.

## Pentatlón de atletismo olímpico
El pentatlón de atletismo se presentó en el calendario de los Juegos Olímpicos en dos períodos separados. Durante la historia temprana del evento, se llevó a cabo un pentatlón masculino olímpico y estuvo presente en los juegos de 1912, 1920 y 1924. El evento masculino se eliminó y el decatlón se convirtió en el estándar internacional. A medida que los eventos femeninos se disputaban cada vez más a nivel internacional, el pentatlón femenino al aire libre se agregó como disciplina olímpica y se llevó a cabo durante cinco ediciones consecutivas desde los juegos olímpicos de Tokio 1964 hasta Moscú 1980. El heptatlón femenino reemplazó ese evento a nivel internacional a principios de la década de 1980.

## Pentatlón femenino
La Federación Internacional de Deportes Femeninos se estableció en 1921 y el primer pentatlón femenino registrado fue en la Olimpiada Femenina de 1922 en Montecarlo . Las pruebas fueron 60 metros, 300 metros, salto de altura, lanzamiento de jabalina a dos manos y lanzamiento de peso a dos manos. A fines de la década de 1920, los eventos fueron: lanzamiento de peso y salto de longitud el primer día, y 100 metros, salto de altura y lanzamiento de jabalina el segundo día. El primer récord mundial reconocido por la IAAF fue establecido en los Juegos Mundiales Femeninos de 1934 por Gisela Mauermayer . Antes de la incorporación olímpica, el pentatlón femenino se presentó en los campeonatos AAA, los campeonatos de atletismo al aire libre de EE. UU. y los campeonatos de atletismo soviéticos desde la década de 1950 en adelante.

## Atletismo juvenil
El pentatlón al aire libre es de uso común en las categorías de edad más bajas del deporte, lo que permite un entrenamiento y una programación de eventos más sencillos, y evita el sobreentrenamiento de los atletas jóvenes. Por ejemplo, la división inferior de los Campeonatos de Eventos Combinados de Escuelas Inglesas tiene pentatlones tanto para niños como para niñas. En el atletismo de la escuela secundaria en Norteamérica, se llevan a cabo pentatlones de niños y niñas, que consisten en carreras de obstáculos, salto de longitud, lanzamiento de peso, salto de altura y una carrera de 800  metros (1500 metros para hombres). El pentatlón se usa porque es menos estresante para los atletas que un juego múltiple completo y porque muchos encuentros de escuelas secundarias solo duran un día, permite que el evento se dispute en el límite de tiempo.

## Pentatlón de lanzamientos
Menos común, pero estandarizado internacionalmente es el pentatlón de lanzamientos. Esto sólo incluye eventos de lanzamiento de campo: lanzamiento de martillo, lanzamiento de peso, lanzamiento de disco, lanzamiento de jabalina y lanzamiento de martelete. Aunque no tiene un puesto en las competencias mundiales de atletismo de alto perfil, está presente en el programa de los Campeonatos Mundiales de Atletismo Masters tanto para hombres como para mujeres. Este evento se presenta a nivel nacional en muchas naciones desarrolladas de habla inglesa.